# نیلس هنریک آبل
نیلس هنریک آبل (به نروژی: Niels Henrik Abel) (زاده ۵ اوت ۱۸۰۲ – درگذشته ۶ آوریل ۱۸۲۹)، ریاضی‌دان نروژی، از پایه گذاران جبر مدرن بود. گروه جابجایی‌پذیر را به افتخار وی، گروه آبلی هم می‌نامند. آبل ثابت کرد که معادلات چندجمله‌ای با درجهٔ بالاتر از چهار در حالت کلی با استفاده از رادیکال‌ها حل پذیر نیستند.

## زندگی
نیلس هنریک آبل زادهٔ ۵ اوتِ ۱۸۰۲ است. وی پسر دوم کشیش پروتستان روستای فیندو در حومهٔ کریستنلند، دانمارک-نروژ بود. او ثابت کرد که صرفنظر از معادلات درجه اول تا درجه چهارم هیچ دستور جبری که بتواند معادله درجه پنجم را به نتیجه برساند وجود ندارد و برای اینکه کارهای خود را به دیگران بشناساند در سال ۱۸۲۵ به آلمان سفر کرد و چون در آنجا نشانی از زندگی به دست نیاورد به پاریس روی نهاد. آبل در این شهر در شاهکار بزرگ خود دست دیگری برد و مقاله‌ای "درباره خاصیت عمومی طبقه بسیار وسیعی از توابع غیر جبری" انتشار داد. وی در نتیجه مکاشفه‌ای که تنها حاصل نبوغش بود توانست راه خود را کج کند و انتگرال‌های بیضوی لژاندر را مورد مطالعه قرار دهد و کشف او آنقدر استادانه بود که با نهایت سادگی کاری که استاد بزرگ مزبور در مدت چهار سال انجام داد تبدیل به هیچ کرد.

آبل این کشف ذی‌قیمت خود را به کوشی سپرد. اما افسوس کوشی آن را گم کرد و نروژی بیچاره درحالی که آخرین شاهی خود را مصرف کرده بود و آخرین امید خود را از دست داده بود ناچار شد به وطنش مراجعت کند، و هم در آنجا بود که آبل در نتیجه محرومیت‌ها و گرفتاری‌های فراوان به مرض سل مبتلا گشت و در ششم آوریل ۱۸۲۹ جان سپرد. دو روز پس از آن تاریخ کوشی نسخه خطی او را پیدا کرد و آکادمی علوم از ارزش آن آگاه شد و جایزه بزرگ خود را به آبل و ژاکوبی آلمانی تخصیص داد ولی آبل آنچنان فراموش شده بود که نامی از او در میان نبود و کسی نمی‌دانست که دو سال پیش مرده است. شارل هرمیت دربارهٔ او گفته‌است: 
وی برای ریاضیدانان میراثی باقی گذاشت که می‌تواند پانصد سال آنها را مشغول کند.

## نگارخانه

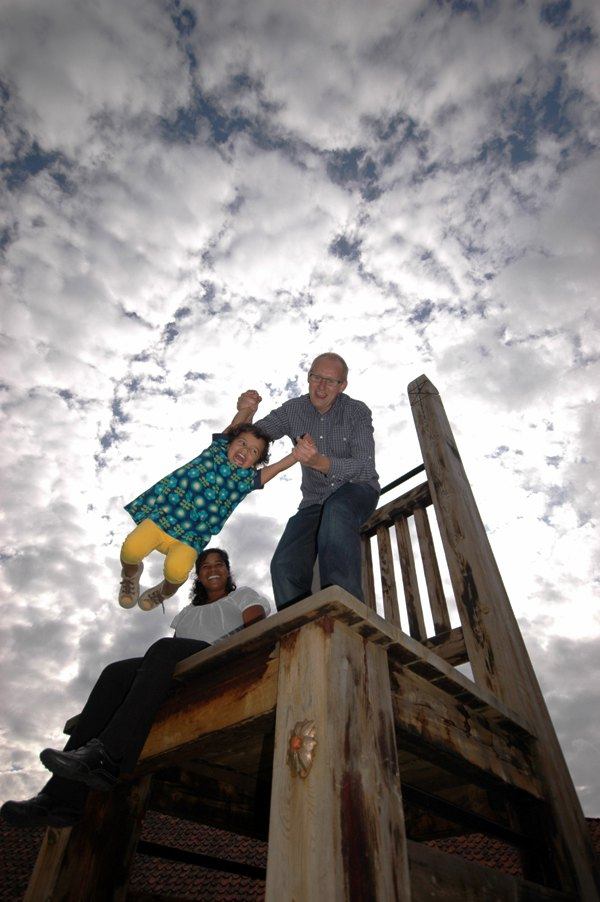
صندلی آبل در Holmen Gård در Gjerstad.
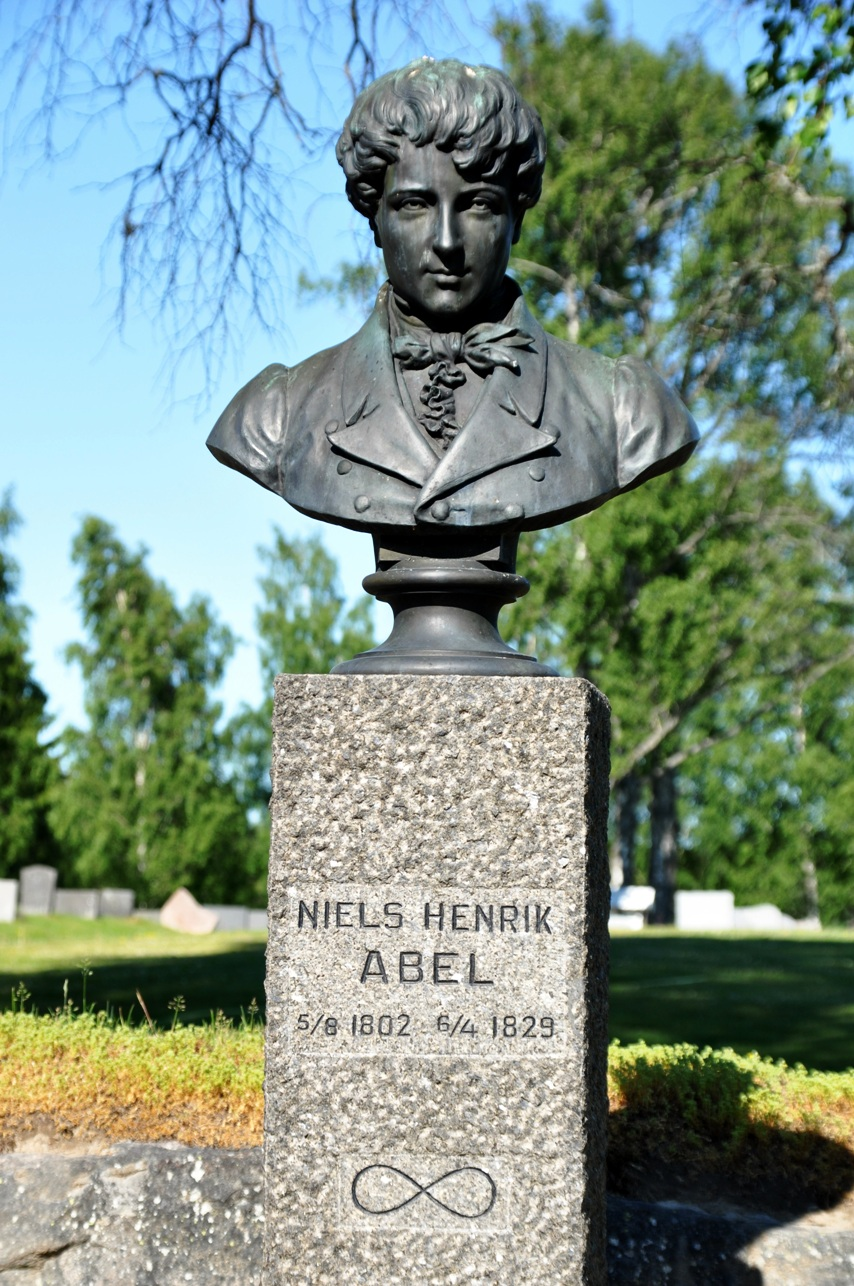
بنای یادبود نیلس هنریک آبل در Gjerstad.

## یادداشت
1. ↑  Findoe
2. ↑  Christianland